# 大腳冒險王
《大腳冒險王》（英語：The Son of Bigfoot）是2017年由班·史塔森和Jeremy Degruson執導的比利時與法國的動畫喜劇電影。

## 劇情
13歲的少年亞當從小跟母親相依為命，他很羨慕其他小孩有父親陪伴成長。直到某日他意外發現父親其實還活著，由於思念父親而讓他鼓起勇氣離家去尋找父親。當他循線進入森林時，不僅發現父親原來是隻有超能力的大腳怪，而且自己也有相同的超能力，更因此認識了一群動物好友。不料，覬覦大腳怪的黑心企業暗中跟蹤亞當，並抓走了大腳怪，為了救出父親，亞當與動物好友們將一起同心協力，對抗黑心企業並拯救大腳怪。

## 配音員
| 配音              | 配音   | 角色               |
| 法語              | 中文   | 角色               |
| ----------------- | ------ | ------------------ |
|                   | 張乃文 | 亞當.哈里森        |
| 亞歷克西斯·維克多 | 梁興昌 | 大腳怪，亞當的爸爸 |
|                   | 汪世瑋 | 雪麗，亞當的媽媽   |
|                   | 汪世瑋 | 佳佳（母浣熊）     |
|                   | 鈕凱暘 | 向錢看博士         |
|                   | 鈕凱暘 | 崔普（公浣熊）     |
|                   | 穆宣名 | 蒂娜（松鼠）       |
|                   | 賈文安 | 史帝（鳥）         |
|                   | 陳幼文 | 威伯（熊）         |

## 發行
本片於2017年8月16日在法國上映，於2018年2月16日在美國上映。